# Таинственный старик
«Таинственный старик» — советский полнометражный цветной детский художественный фильм, поставленный на Киностудии «Ленфильм» в 1980 году режиссёром Леонидом Макарычевым. По мотивам повести Аркадия Минчковского «Старик прячется в тень» (1976).
Премьера фильма в СССР состоялась марте 1981 года.

## Сюжет
1927 год. Трое друзей, мальчики из старинного города Крутова, узнают о краже портрета «Старик со свечой» из музейной коллекции князя Мещёрского. Отыскав полотно, ребята возвращают его в городской музей.

## В ролях
- Игорь Пчелин — Митря
- Миша Латышев — Лёня
- Женя Осипов — Адриан
- Таня Шишкина — Марсельеза
- Борис Иванов — Сожич, отчим Марсельезы
- Анатолий Солоницын — Кондратий, скупщик краденого
- Владимир Татосов — Шестёркин, официант
- Алексей Горячев — Сергей Сергеевич
- Сергей Филиппов — Чикильдеев, художник
- Татьяна Бедова — Анна Михайловна

## Съёмочная группа
- Автор сценария — Аркадий Минчковский
- Режиссёр-постановщик — Леонид Макарычев
- Оператор-постановщик — Александр Чиров
- Художник-постановщик — Борис Бурмистров
- Композитор — Геннадий Гладков